# Myjavská pahorkatina
Myjavská pahorkatina je geomorfologický celek na západním Slovensku v geomorfologické oblasti Slovensko-moravské Karpaty. Členitou pahorkatinou z flyšových souvrství protéká řeka Myjava. Nejvyšším vrcholem celku je Bradlo s nadmořskou výškou 543 metrů. Pahorkatina leží mezi Bílými a Malými Karpatami.

## Osídlení
Myjavská pahorkatina patří k nízkým, rozděleným pohořím[ujasnit], což umožnilo vznik kopaničářského osídlení. Je součástí Myjavsko-bělokarpatské oblasti rozptýleného osídlení a její Myjavské podoblasti. Uvnitř pahorkatiny se nacházejí tři města: Myjava, Stará Turá a Brezová pod Bradlom. V oblasti Myjavské pahorkatiny žije přibližně 40 000 obyvatel.